# Bernarda Oman
Bernarda Oman, slovenska igralka, * 11. oktober 1959, Novo mesto.
Igralstvo je študirala na ljubljanski Akademiji za gledališče, radio, film in televizijo, kjer je diplomirala leta 1986.
Po diplomi se je zaposlila v Prešernovem gledališču v Kranju, od leta 1998 pa je članica igralskega ansambla v Mestnem gledališču ljubljanskem. Igrala je tudi v seriji Reka ljubezni kot Vida Slak-Zalar.

## Serije
- Takle mamo, humoristična nanizanka - vloga Darje (2016)
- Reka ljubezni, romantična serija - vloga Vide Slak (2017-2019)
- Primeri inšpektorja Vrenka, kriminalna serija - vloga učiteljce Magde Pintar (2023)
- Skrito v raju, romantična drama - vloga Erike Jamnik (2025)

## Zasebno življenje
Z bivšim partnerjem Janezom Dolinarjem ima hčer Ano Dolinar Horvat, ki je prav tako igralka.

## Nagrade
- Severjeva nagrada - za vlogo Jacinte v Pohujšanju v dolini šentflorjanski (1985)
- žlahtna komedijantka na Dnevih komedije v Celju - za vlogo Mary Smith v uprizoritvi Zbeži od žene (1993)
- Severjeva nagrada - za vlogo Eme v Prevari H. Pinterja in za vlogo Mire v Izgubljenem sinu (1996)